# 间苯二酚
间苯二酚，也称雷琐酚、雷琐辛（英語：resorcin），化学式為C6H4(OH)2，是苯间位两个氢被羟基取代后形成的化合物。

## 性质
间苯二酚是白色针状易昇華的晶体，可燃，有甜味，露置于空气中变为粉红色。可溶于水、乙醇、戊醇，易溶于甘油、乙醚，难溶于氯仿、苯、二硫化碳。有毒，具刺激性，症状与苯酚中毒症状相似，为头痛、头晕、心动过速、抽搐等。

## 反应
间苯二酚可以发生双烯醇-双酮的互变异构，既可以按双烯醇的形式发生反应（如酰基化），也可以按双酮型反应（生成双肟）。它比苯酚更容易发生亲电芳香取代反应和Houben-Hoesch反应。
间苯二酚不与乙酸铅生成沉淀（邻苯二酚与乙酸铅会生成沉淀），但可以和斐林试剂和银氨溶液发生作用。与氯化铁溶液作用变为深紫色。与溴水作用，沉淀出三溴间苯二酚。被钠汞齐还原，生成二氢间苯二酚（1,3-环己二酮）。后者与浓氢氧化钡溶液加热到150-160°C时，生成γ-乙酰基丁酸。在浓硫酸和氯化锌作用下，间苯二酚与邻苯二甲酸酐反应，生成荧光染料荧光黄。
间苯二酚与浓硝酸在冷浓硫酸存在下反应，生成黄色结晶收敛酸（2,4,6-三硝基间苯二酚）。收敛酸在迅速加热时发生爆炸，其铅盐（收敛酸铅）也称斯蒂芬酸铅，用作炸药。

## 制取
最早的间苯二酚是由天然树脂蒸馏或碱熔制得的，现在大多采用苯磺酸用发烟硫酸磺化生成间苯二磺酸，再经中和、氢氧化钠碱熔、酸化、萃取及蒸馏得到。此外，间苯二酚的制取方法还有：
1. 间碘苯酚、间羟基苯磺酸与碳酸钾共熔；
2. 亚硝酸与间氨基苯酚作用；
3. 间二硝基苯加氢制得间二苯胺，再与10%盐酸反应水解；[2]
4. 用苯和丙烯采取过氧化二异丙苯法生产，过程与异丙苯法类似。

## 用途
用作防腐剂以及药物、酚醛树脂、染料、胶黏剂、木材胶合剂、医药及分析试剂的合成原料。曙红和红汞都是以间苯二酚作原料制取的。间苯二酚与浓盐酸的混合液可用于鉴别醛糖和酮糖，这个试验称为Seliwanoff试验。间苯二酚与醛缩合，得到间苯二酚型杯芳烃。